# Charles Plantivaux
Charles Henri Armand Plantivaux (* 17. Februar 1908 in Boussais; † 9. Juni 1993 in Niort) war ein französischer Autorennfahrer.

## Karriere im Motorsport
Charles Plantivaux, der in Niort als Parfümeur arbeitete, war in den Jahrzehnten vor und nach dem Zweiten Weltkrieg in Frankreich als Sportwagen-Rennfahrer aktiv. Sein größter Erfolg war der vierte Endrang bei der Tour de France für Automobile 1953. 1938 gab er mit einem Klassensieg sein Debüt beim 24-Stunden-Rennen von Le Mans, wo seine beste Platzierung im Gesamtklassement der 12. Rang 1952 war.

## Statistik

### Le-Mans-Ergebnisse
| Jahr | Team                            | Fahrzeug               | Teamkollege    | Platzierung             | Ausfallgrund    |
| ---- | ------------------------------- | ---------------------- | -------------- | ----------------------- | --------------- |
| 1938 | Amédée Gordini                  | Simca Cinq             | Maurice Aimé   | Rang 14 und Klassensieg |                 |
| 1939 | Gordini                         | Simca Huit             | Guy Lapchin    | Rang 13                 |                 |
| 1950 | Guy Lapchin                     | Panhard Dyna X84 Sport | Guy Lapchin    | Ausfall                 | Zündungsschaden |
| 1952 | Automobiles Panhard et Levassor | Panhard Dyna X86 Coupe | Robert Chancel | Rang 12                 |                 |
| 1953 | Automobiles Panhard et Levassor | Panhard X89            | Guy Lapchin    | Rang 20                 |                 |

### Einzelergebnisse in der Sportwagen-Weltmeisterschaft
| Saison | Team               | Rennwagen   | 1   | 2   | 3   | 4   | 5   | 6   | 7   |
| ------ | ------------------ | ----------- | --- | --- | --- | --- | --- | --- | --- |
| 1953   | Panhard & Levassor | Panhard X89 | SEB | MIM | LEM | SPA | NÜR | RTT | CAP |
| 1953   | Panhard & Levassor | Panhard X89 | 20  |     |     |     |     |     |     |